# 拉依喀乡
拉依喀乡，是中华人民共和国新疆维吾尔自治区和田地區和田县下辖的一个乡镇级行政单位。

## 行政区划
拉依喀乡下辖以下地区：
布队村、夏普吐鲁艾日克村、巴什拉依喀村、央阿克其勒克村、夏合勒克村、塔勒克艾日克村、托万拉依喀村、库木艾日克村、恰喀村、达米提村、墩吾斯坦村、达奎村、卡勒维村、阿克勒恰村、古扎木村、库如勒克村、奥特热米斯尔村、吾宗肖村和林业队村。